# Wang Xiao-shuai
Wang Xiao-shuai (chino simplificado:王小帅; chino tradicional:王小帥; pinyin: Wáng Xiăoshuài) (Shanghái, 22 de mayo de 1966) es un director de cine, guionista y actor chino de la sexta generación.

## Biografía
Wang estudió en la Academia Central de Bellas Artes de Pekín, siendo más tarde aceptado en la Academia de Cinematografía de Pekín. Después de graduarse, trabajó durante un tiempo en los estudios oficiales de la República Popular China para comenzar luego a trabajar por su cuenta. Su primer largometraje, The Days (1993), fue una película independiente rodada durante los fines de semana y protagonizada por dos amigos suyos (uno de ellos, el artista Liu Xiaodong. Sus siguientes obras fueron Suicidas (1994) y Frozen (1995), esta última bajo el pseudónimo de «Wu Ming», que significa literalmente «sin nombre» o «anónimo». Alejándose del ambiente urbano de estas películas, su siguiente obra Tan cerca del paraíso (1997) está ambientada en Wuhan, y cuenta la historia de dos trabajadores emigrantes que se ven envueltos en un secuestro. A esta película siguió la comedia Sueños suburbanos, en 1999. 
Pero el largometraje que lo dio a conocer internacionalmente es La bicicleta de Pekín, que ganó un Oso de Plata en el Festival de cine de Berlín de 2001, con la historia de un joven que busca su bicicleta robada.
Otras películas estrenadas posteriormente son Sueños de Shangai, In Love We Trust o Chongqing Blues.

## Filmografía
- Hasta siempre, hijo mío (2019)
- Red Amnesia (Chuǎngrù Zhě, 2014)
- 11 Flowers (Wǒ Shíyī, 2011)
- Chongqing Blues (Rìzhào Chóngqìng, 2010)
- In Love We Trust (Zǔo yòu, 2007)
- Sueños de Shangai (Qīng hóng, 2006)
- Drifters (Èr dì, 2003)
- La bicicleta de Pekín (Shí qī suì de dān chē, 2001)
- Suburban Dreams (Mèng hùan tián yúan, 1999)
- So Close to Paradise (Biǎn dān, gū niáng, 1998)
- Frozen (Jí dù hán lĕng, 1996)
- Suicides (Dà yóu xì, 1994)
- The Days (Dōng chūn de rì zì, 1993)

## Premios y distinciones
Festival Internacional de Cine de Cannes
| Año  | Categoría         | Película        | Resultado |
| ---- | ----------------- | --------------- | --------- |
| 2005 | Premio del Jurado | Shanghai Dreams | Ganador   |